# Mark Rudan
Mark Rudan, född 27 augusti 1975, är en australisk tidigare fotbollsspelare.
I april 1995 blev han uttagen i Australiens trupp till U20-världsmästerskapet 1995.